# Палаци Хмельниччини
Палаци Хмельниччини — список палаців Хмельницької області.
| Фото | Назва                                          | Розміщення            | Стан                | Опис |
| ---- | ---------------------------------------------- | --------------------- | ------------------- | ---- |
|      | Палац Жураковських у Білецькому                |                       | Збережений          |      |
|      | Маєток Колонна-Чесновського                    | Божиківці             | Збережений          |      |
|      | Палац Старжинських у Буйволівцях               |                       | Збережений          |      |
|      | Палац Лесьневичів у Великій Слобідці           |                       | Збережений          |      |
|      | Палац Хелминських у Великому Жванчику          |                       | Збережений          |      |
|      | Палац Журавського у Вишнівчику                 |                       | Збережений          |      |
|      | Палац Косельських (Віньківці)                  |                       | Збережений          |      |
|      | Палац Залеських у Водичках                     |                       | Збережений          |      |
|      | Палац Стадницьких у Говорах                    |                       | Збережений          |      |
|      | Палац Скібнєвських у Голозубинцях              |                       | Збережений          |      |
|      | Палац Моркових-Римських-Корсакових у Голоскові |                       | Збережений          |      |
|      | Палац Харжевського в Гринчуці                  |                       | Збережений          |      |
|      | Палац Грохольських у Грицеві                   |                       | Збережений          |      |
|      | Особняк Раціборовського                        | Деражня               | Збережений          |      |
|      | Палац Білінських-Залевських у Дзеленцях        |                       | Збережений          |      |
|      | Палац Красінських (Дунаївці)                   | Дунаївці              | Збережений          |      |
|      | Палац Свідерських у Жищинцях                   |                       | Збережений          |      |
|      | Палац Червінських                              | Івахнівці             | Збережений          |      |
|      | Палацово-парковий ансамбль «Маєток Ілляшівка»  | Ілляшівка             | Збережений          |      |
|      | Палац Чарторийських у Кам'янець-Подільському   | Кам'янець-Подільський | Збережений          |      |
|      | Палац Яловицького в Кам'янець-Подільському     | Кам'янець-Подільський | Збережений          |      |
|      | Палац Бурдиків у Капустянах                    |                       | Збережений          |      |
|      | Палац Сапєґів у Красилові                      |                       | Збережений          |      |
|      | Палац Крупинських у Кривчику                   |                       | Збережений          |      |
|      | Палац Хорбковських у Лісківцях                 |                       | Збережений          |      |
|      | Палац Журовських (Лісоводи)                    |                       | Збережений          |      |
|      | Палац Орловських (Маліївці)                    |                       | Збережений          |      |
|      | Палац Косельських у Маниківцях                 |                       | Збережений          |      |
|      | Палац Скибневських (Нове Поріччя)              |                       | Втрачений           |      |
|      | Палац Корф у Рахнівці                          |                       | Збережений          |      |
|      | Палацово-парковий ансамбль «Самчики»           |                       | Збережений          |      |
|      | Палац Маровських у Скаржинцях                  |                       | Збережений          |      |
|      | Палац Новинських                               | Слобідка-Шелехівська  | Збережений          |      |
|      | Палац Гіжицького в Куявах                      |                       | Збережений          |      |
|      | Палац Стадницьких (Стара Синява)               |                       | Перебудований       |      |
|      | Палац Мордвинова                               | Тарноруда             | Збережений          |      |
|      | Палац Орловських (Ярмолинці)                   |                       | Перебудований       |      |
|      | Палац Олександрової у Вербці Дерев'яній        |                       | Частково збережений |      |
|      | Палац Дверницького в Заваллі                   |                       | Частково збережений |      |
|      | Палац Шульца у Ріпній                          |                       | Частково збережений |      |
|      | Палац Потоцьких-Коссецьких у Савинцях          |                       | Частково збережений |      |
|      | Палац Лозинських в Удріївцях                   |                       | Частково збережений |      |
|      | Палац Дверницьких в Усті                       |                       | Частково збережений |      |
|      | Палац Патона (Хребтіїв)                        |                       | Частково збережений |      |
|      | Палац Пшездецьких (Чорний Острів)              |                       | Частково збережений |      |
|      | Палац в Адамполі                               |                       | Руїни               |      |
|      | Палац Яблоновських (Ганнопіль)                 |                       | Руїни               |      |
|      | Палац Санґушків (Ізяслав)                      |                       | Руїни               |      |
|      | Палац у Китайгороді                            |                       | Руїни               |      |
|      | Замок-палац у Михайлівці                       | Михайлівка            | Втрачений           |      |
|      | Антонінський палац                             |                       | Втрачений           |      |